# Primus Classic 2018
La 8e édition de la Primus Classic ou Primus Classic Impanis-Van Petegem a lieu le 15 septembre 2018 entre Brakel et Haacht, sur une distance de 193 kilomètres. Elle fait partie du calendrier UCI Europe Tour 2018 en catégorie 1.HC.
La course est remportée par le cycliste néerlandais Taco van der Hoorn de l'équipe Roompot-Nederlandse Loterij. Huub Duijn (Vérandas Willems-Crelan) et Frederik Frison (Lotto-Soudal) complètent le podium.

## Présentation

### Équipes
Vingt-et-une équipes sont au départ de la course : cinq équipes UCI WorldTeam, dix équipes continentales professionnelles et six équipes continentales.
| WorldTeams (5)- Lotto Soudal - Trek-Segafredo - Lotto NL-Jumbo - BMC Racing Team - Katusha-Alpecin Équipes continentales professionnelles (10)- Direct Énergie - Hagens Berman Axeon - Israel Cycling Academy - Roompot-Nederlandse Loterij - Sport Vlaanderen-Baloise - Fortuneo-Samsic - Vérandas Willems-Crelan - Vital Concept - Wanty-Groupe Gobert - WB-Aqua Protect-Veranclassic Équipes continentales (6)- Cibel-Cebon - AGO-Aqua Service - Tarteletto-Isorex - T.Palm-Pôle Continental Wallon - Coop - Lviv |
| |

## Classement final
| \| Classement général \| Classement général \| Classement général \| Classement général \| Classement général \| \| Coureur \| Coureur \| Pays \| Équipe \| Temps \| \| ------------------ \| ------------------ \| ------------------ \| --------------------------- \| ------------------ \| \| 1er \| Taco van der Hoorn \| Pays-Bas \| Roompot-Nederlandse Loterij \| 4 h 27 min 24 s \| \| 2e \| Huub Duyn \| Pays-Bas \| Verandas Willems-Crelan \| + 0 s \| \| 3e \| Frederik Frison \| Belgique \| Lotto-Soudal \| + 0 s \| \| 4e \| Aimé De Gendt \| Belgique \| Sport Vlaanderen-Baloise \| + 0 s \| \| 5e \| Ruben Guerreiro \| Portugal \| Trek-Segafredo \| + 3 s \| \| 6e \| Timothy Dupont \| Belgique \| Wanty-Groupe Gobert \| + 6 s \| \| 7e \| Lorrenzo Manzin \| France \| Vital Concept \| + 6 s \| \| 8e \| Jasper Philipsen \| Belgique \| Hagens Berman Axeon \| + 6 s \| \| 9e \| Rui Oliveira \| Portugal \| Hagens Berman Axeon \| + 6 s \| \| 10e \| August Jensen \| Norvège \| Israel Cycling Academy \| + 6 s \| |                    |          |                             |                 |
| |                    |          |                             |                 |
| Source : ProCyclingStats |                    |          |                             |                 |
| Classement général |                    |          |                             |                 |
| Coureur | Coureur            | Pays     | Équipe                      | Temps           |
| 1er | Taco van der Hoorn | Pays-Bas | Roompot-Nederlandse Loterij | 4 h 27 min 24 s |
| 2e | Huub Duyn          | Pays-Bas | Verandas Willems-Crelan     | + 0 s           |
| 3e | Frederik Frison    | Belgique | Lotto-Soudal                | + 0 s           |
| 4e | Aimé De Gendt      | Belgique | Sport Vlaanderen-Baloise    | + 0 s           |
| 5e | Ruben Guerreiro    | Portugal | Trek-Segafredo              | + 3 s           |
| 6e | Timothy Dupont     | Belgique | Wanty-Groupe Gobert         | + 6 s           |
| 7e | Lorrenzo Manzin    | France   | Vital Concept               | + 6 s           |
| 8e | Jasper Philipsen   | Belgique | Hagens Berman Axeon         | + 6 s           |
| 9e | Rui Oliveira       | Portugal | Hagens Berman Axeon         | + 6 s           |
| 10e | August Jensen      | Norvège  | Israel Cycling Academy      | + 6 s           |

## Classements UCI
La course attribue aux coureurs le même nombre de points pour l'UCI Europe Tour 2018 et le Classement mondial UCI.
| Position           | 1er | 2e  | 3e  | 4e  | 5e | 6e | 7e | 8e | 9e | 10e | 11e | 12e | 13e | 14e | 15e | 16e à 30e | 31e à 40e |
| Classement général | 200 | 150 | 125 | 100 | 85 | 70 | 60 | 50 | 40 | 35  | 30  | 25  | 20  | 15  | 10  | 5         | 3         |

| 1  | Taco van der Hoorn | Roompot-Nederlandse Loterij | 200 |
| 2  | Huub Duijn         | Vérandas Willems-Crelan     | 150 |
| 3  | Frederik Frison    | Lotto-Soudal                | 125 |
| 4  | Aimé De Gendt      | Sport Vlaanderen-Baloise    | 100 |
| 5  | Ruben Guerreiro    | Trek-Segafredo              | 85  |
| 6  | Timothy Dupont     | Wanty-Groupe Gobert         | 70  |
| 7  | Lorrenzo Manzin    | Vital Concept               | 60  |
| 8  | Jasper Philipsen   | Hagens Berman Axeon         | 50  |
| 9  | Rui Oliveira       | Hagens Berman Axeon         | 40  |
| 10 | August Jensen      | Israel Cycling Academy      | 35  |